# Джозефс, Мунеб
Муне́б Джо́зефс (африк. Moeneeb Josephs; 19 мая 1980, Кейптаун, ЮАР) — южноафриканский футболист, игравший на позиции вратаря. Выступал в сборной Южно-Африканской Республики.

## Биография

### Клубная карьера
Джозефс начал свою карьеру в клубе «Кейптаун Сперс» в 1997 году в возрасте 17 лет и позже играл за клуб «Аякс», который был преемником клуба «Кейптаун Сперс» после объединения с «Севен Старз». В 2006 году переехал в Гаутенг, где играл за клуб «Бидвест Витс» два года перед переходом в «Орландо Пайретс».

### Карьера в сборной
Во время проведения Кубка африканских наций 2008 был вратарём основного состава, заменив травмированного Роуэна Фернандеса.